# Tombow
Tombow Pencil Co.,Ltd. (яп. 株式会社トンボ鉛筆, Kabushiki-gaisha Tonbo Enpitsu) - приватне япорнське виробниче підприємство яке виробляє канцелярські товари. Засноване 1913 року як Messrs "Tombow", з того часу фірма вийшла на міжнародний рівень. Головний офіс компанії знаходиться в Токіо, де працює 397 працівників.
Tombow (читається Томбо) також має виробничі потужності в Таїланді та В'єтнамі. Tombow Thailand - це перша зарубіжна фабрика Tombow, на якій працює 425 працівників (станом на грудень 2007 року) на будівельній площі 6480 квадратних метрів.

## Історія
Компанія була заснована в 1913 році, коли Харуносуке Огава відкрив магазин в Асакуса під назвою «Олівці Харуносуке Огава». Через рік була випущена марка олівців Mason. За цим пішли інші продукти, названі "Stick", "Submarine" (1915), "Kaiman Roro" і "Cabinet" (1916). 
Логотип у вигляді бабки (японською - "Tombow" - ト ン ボ) був зареєстрована компанією як торгова марка олівців власного виробництва у 1927 році. Протягом наступних років компанія Tombow продовжувала випускати нові лінійки олівців. У грудні 1939 року Харуносуке Огава Шотен зареєстрував дві компанії - Tombow Pencil Manufacturing Co., Ltd. (виробництво) та Tombow Pencil Trade Co. Ltd. (продаж). Компанія випустила гумку, виготовлену з жирів та олій без використання каучуку.
У 1946 році компанія додала до каталогу своєї продукції точилки для олівців . У 1954 році штаб-квартиру було перенесено з Тайто в Ніхонбасі в Тоу, Токіо разом з розширенням бізнесу. Через чотири роки були випущені перші кулькові ручки та маркери, які представляли марку Tombow як виробника всіх типів письмового приладдя. У 1962 році компанія випустила електричну стиральницю для ручок. У листопаді 1968 року головний офіс Tombow Pencil було перенесено до району Кіту, Токіо, де він залишається і досі.
Дочірня компанія Tombow Ballpen Co., була створена у 1973 році. Перше представництво в Європі компанія відкрила в 1980 році в Кельні, Німеччина, "Tombow Pen & Pencil GmbH". Міжнародні операції поширилися на США (1983 р. Вестлейк-Віллідж, Каліфорнія ), Таїланд (1990 р. Бангкок), В’єтнам (2003 р.), Китай (2011 р.).

## Продукти
Tombow виробляє та продає широкий асортимент продукції під власною назвою або під іншими брендами.  Лінія товарів Tombow включає "dual brush" (подвійну щітку) - тип маркерної ручки з щітковидним наконечником, що забезпечує різний розмір штрихів, залежно від кута та тиску. Вона має чорнило на водній основі, а сама щітка виготовлена з капронової щетини. Цей продукт був натхненний традиційними чорнильними пензлями та чорнильними паличками, що використовуються в японській каліграфії .
Актуальна лінійка товарів включає:  
| Категорія         | Продукти                                                                              |
| ----------------- | ------------------------------------------------------------------------------------- |
| Письмове приладдя | Олівці, кольорові олівці, кулькові ручки, механічні олівці, маркери, маркери, стержні |
| Художні матеріали | Кольорові олівці                                                                      |
| Офісне приладдя   | Гумки, корекційні стрічки, клеї, клейка стрічка, клейові олівці                       |

## Бренди

### Mono

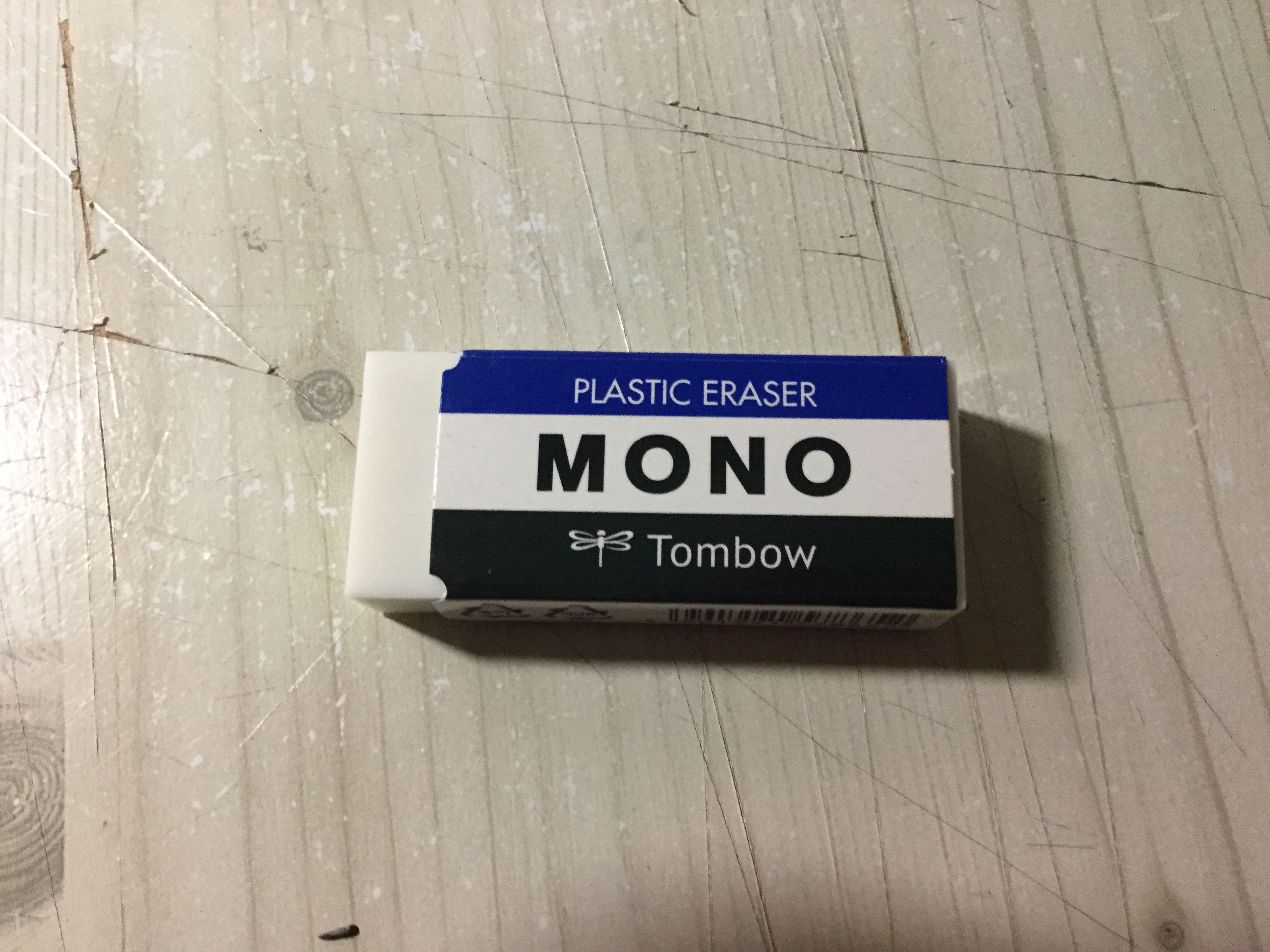
Гумка моно

Торгова марка "Mono" (з грецької "monos", в перекладі "унікальна" або "лише") була представлена в 1963 році. Спочатку це була лише лінійка олівців. В даний час бренд Mono включає різні олівці, гумки, механічні олівці та стрічки для корекції. 

### Pit
Бренд Pit був представлений в 1971 році як клейові олівців Tombow. У 1980 році на ринок вийшов перший рідкий клей Pit. Останнім продуктом лінійки Pit, представленим 1997 року, була клейка стрічка.

### Zoom
Zoom - бренд, що народився як кулькова ручка та механічний олівець в 1986 році. Ручка Zoom 414, розроблена Казунорі Катамі, виграла нагороду Red Dot у 2007 році. Вона поєднує в собі кульову ручку, механічний олівець, маркер (хайлайтер) та гумку одного дизайну.
Інші бренди групи - Yo-i та ippo!, з продукцією розробленою для дітей. 

## зовнішні посилання
- Офіційний сайт